# سیارک ۴۰۲۸
سیارک ۴۰۲۸ (به انگلیسی: 4028 Pancratz، نامگذاری:1982DV2) چهار هزار و بیست و هشتمین سیارک کشف شده‌است که در ۱۸ فوریه ۱۹۸۲ کشف شد.
قدر مطلق سیارک برابر ۳۵.۰ است.